# Montemerano
Montemerano is een plaats (frazione) in de Italiaanse gemeente Manciano.